# الی واسرشایت
الی واسرشایت (آلمانی: Eli Wasserscheid؛ زادهٔ ۲۲ اکتبر ۱۹۷۸) بازیگر اهل آلمان است.
از فیلم‌ها یا برنامه‌های تلویزیونی که وی در آن نقش داشته‌است، می‌توان به صحنه جرم، تماس با پلیس ۱۱۰ و دختر زمستان اشاره کرد.